# The Return of Soapweed Scotty
The Return of Soapweed Scotty è un cortometraggio muto del 1917 diretto da Burton L. King. Sceneggiato da Verden Bashore e prodotto dalla Selig, il film aveva come interpreti Robyn Adair, Ed Brady, Virginia Kirtley, Leo Pierson.

## Produzione
Il film fu prodotto dalla Selig Polyscope Company.

## Distribuzione
Distribuito dalla General Film Company, il film - un cortometraggio in due bobine - uscì nelle sale cinematografiche statunitensi nel giugno 1917.